# Матвеев, Александр Геннадьевич
Алекса́ндр Генна́дьевич Матве́ев (род. 31 октября 1947, Белореченская, Краснодарский край) — советский легкоатлет, специалист по бегу на длинные дистанции, кроссу и марафону. Выступал на всесоюзном уровне в 1970-х годах, серебряный и бронзовый призёр чемпионатов СССР, победитель марафона «Дорога жизни» и пробега «Пушкин — Ленинград», участник чемпионата мира по кроссу в Дюссельдорфе. Представлял Ленинград и спортивное общество «Буревестник». Мастер спорта СССР международного класса.

## Биография
Александр Матвеев родился 31 октября 1947 года в городе Белореченске Краснодарского края. В 1967 году окончил Саткинский горно-керамический техникум в Сатке, затем постоянно проживал в Ленинграде — в 1978 году окончил ленинградский Государственный институт физической культуры имени П. Ф. Лесгафта. На соревнованиях представлял добровольное спортивное общество «Буревестник».
Впервые заявил о себе на всесоюзном уровне в сезоне 1973 года, когда финишировал третьим на марафоне в Ужгороде (2:18:39) и на чемпионате СССР по марафону в Москве (2:17:37).
В апреле 1974 года одержал победу на марафоне в Ужгороде (2:16:09).
В 1975 году выиграл международный зимний марафон «Дорога жизни» в Ленинграде (2:20:48), с личным рекордом 2:15:42 стал пятым на марафоне в Ужгороде, превзошёл всех соперников в 30-километровом пробеге «Пушкин — Ленинград», так же установив личный рекорд на данной дистанции — 1:32:14.
В 1976 году с результатом 2:32:19 завоевал серебряную награду на чемпионате СССР по марафону в Ужгороде, уступив около двух секунд алма-атинцу Николаю Пензину. Победил в 30-километровом Пробеге на приз газеты «Труд». В беге на 10 000 метров был четвёртым на чемпионате СССР в Киеве и на соревнованиях в Подольске.
В 1977 году в составе советской сборной принимал участие в чемпионате мира по кроссу в Дюссельдорфе — занял 47-е место в личном зачёте и тем самым помог соотечественникам выиграть бронзовые медали мужского командного зачёта.
За выдающиеся спортивные достижения удостоен почётного звания «Мастер спорта СССР международного класса».
Впоследствии проживал в деревне Пучково Московской области.